# Mark Occhilupo
Mark Occhilupo est un surfeur professionnel australien, né le 16 juin 1966 à Sydney (dans son pays).

## Biographie
Débutant dans le championnat du monde de surf en 1984, il quitte le tour quelques années plus tard et disparaît des compétitions. Il traîne dans sa maison de Kirra, dans le Queensland, ne surfe plus et prend énormément de poids. Il pèse près de 110 kilos et sa carrière de surfeur professionnel semble bel et bien terminée jusqu'à ce qu'il réapparaisse lors du challenge Billabong en Australie en 1995 (compétition non officielle). La même année, il réalise un come-back fantastique lors du Pipeline Master où il sort du fond des qualifications pour disputer la finale contre le champion du monde de l'époque Kelly Slater. Il décide alors de renouer avec la compétition et intègre le World Qualificating Series (WQS), puis il se qualifie pour intégrer le prestigieux top 44 et devient champion du monde en 1999 à l'âge de 33 ans. Il quitte le tour professionnel en 2007 à l'âge de 41 ans.

## Carrière

### Titres
- 1999 : Champion du monde de ASP World Tour

### Victoires
- 2006 : Margaret River Pro, Margaret River, Australie-Occidentale (WQS)
- 2001 : OP Pro Boat Trip Challenge, Sumatra, Indonésie (événement)
- 2000 : OP Pro Boat Trip Challenge, Sumatra, Indonésie (événement)
- 1999 : Billabong Pro, Anglet, Pyrénées-Atlantiques et Mundaka, Pays basque (WCT)
- 1999 : Quiksilver Pro Fiji, Tavarua/Namotu Islands, Fidji (WCT)
- 1999 : Gotcha Tahiti Pro, Teahupoo, Tahiti (WCT)
- 1998 : Mark Richards Newcastle City Pro, Newcastle, Nouvelle-Galle-du-Sud (WQS)
- 1998 : Rip Curl Pro, Bells Beach, Victoria (WCT)
- 1997 : XXXX Sunshine Pro, Sunshine Coast, Queensland (WQS)
- 1997 : Rip Curl/Surf Dive n Ski Surf Skins, Bells Beach, Victoria (événement)
- 1992 : Hot Tuna Surfing Event, Fistral Beach, Newquay, Angleterre (WQS)
- 1986 : BHP Steel International, Newcastle, Nouvelle-Galle-du-Sud (WCT)
- 1986 : OP Pro, Huntington Beach, Californie (WCT)
- 1985 : Instint Super Série, Captown, Durban, Afrique du Sud (WCT)
- 1985 : Swan Margaret River Thriller, Margaret River, Australie-Occidentale (WCT)
- 1985 : OP Pro, Huntington Beach, Californie (WCT)
- 1985 : Gunston 500, Dairy Beach, Durban, Afrique du Sud (WCT))
- 1984 : Offshore/Marui Masters, Banzai Pipeline, Oahu, Hawaii (événement)
- 1984 : Instinct Super-Series, Captown, Durban, Afrique du Sud (événement)
- 1984 : Beaurepaires open, Cronulla, Nouvelle-Galle-du-Sud (WCT)
- 1984 : Tutti Frutti Lacanau Pro, Grande Plage, Lacanau, Gironde (WCT)
- 1984 : Country Feeling Classic, Jeffrey’s Bay, Afrique du Sud (WCT)
- 1983 : Toyota Trials, Narabeen, Nouvelle-Galle-du-Sud (événement)